# Universidad del Chubut

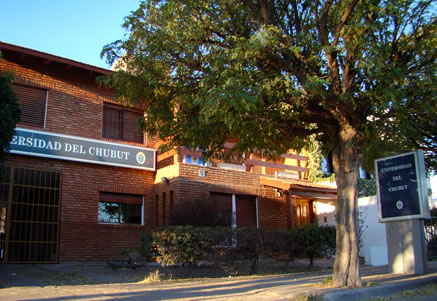
Sede en Rawson.

La Universidad del Chubut (con sus siglas abreviadas "UDC") es una universidad pública provincial argentina con sede central en la ciudad de Rawson, Provincia del Chubut.

## Historia
La Universidad del Chubut fue fundada el 22 de diciembre de 2008 por medio de la Ley Provincial Nº 5.819 (luego renombrada a Ley VII Nº 81) aprobada por la Honorable Legislatura chubutense, bajo el mandato de Mario Das Neves. El primer Rector Organizador, Dr. Raúl Villalón, fue nombrado por el Ejecutivo Provincial y comenzó a trabajar inmediatamente, conformando un equipo de docentes y personal administrativo con el que se pudo convocar a la primera inscripción para una Tecnicatura Superior en Enfermería que comenzó a dictarse en marzo de 2010 con 194 ingresantes.
En agosto de ese mismo año se abrió la segunda especialidad de la UDC, la Tecnicatura Superior en Desarrollo de Software], que tuvo inmediata convocatoria y llegó a reunir 115 inscriptos.
Ya en 2011 la primera cohorte de la Tecnicatura Superior en Redes y Telecomunicaciones inició sus cursadas con 63 nuevos ingresantes. La Universidad del Chubut había crecido en cantidad de estudiantes, pero principalmente su cuerpo docente había aumentado y comenzaba a desarrollar también algunas actividades de extensión.
En 2012 se produjo el primer cambio de Autoridades en la UDC, ya que el Ejecutivo Provincial nombró al Dr. Juan Manuel IRUSTA como Rector Organizador. Con nuevas propuestas en lo académico (Redes y Telecomunicaciones se convirtieron en Licenciaturas), se buscó promover el acceso a la educación superior valorando la igualdad de oportunidades y organizando mecanismos como el Dispositivo para Mayores de 25 Años.
El equipo de profesores buscaba maneras de alcanzar más el territorio provincial, y vinieron los primeros recorridos por localidades del interior instalando redes, capacitando a diferentes grupos de personas y promoviendo la expresión de necesidades e intereses de cada comunidad a nivel educativo, laboral y sociocultural.
También en 2012 comenzaron a circular fuertes rumores de cierre de la casa de altos estudios. Un grupo de estudiantes se movilizó a la Legislatura solicitando respuestas por este rumor, al respecto el entonces gobernador Martín Buzzi negó de forma rotunda el cierre. Sin embargo, el político dio el dato que se hizo público respecto a la proyección de los títulos que brinda la universidad provincial, los mismos no tenían a la fecha validez nacional”. De esta forma faltaría conseguir la firma de convenios nacionales que reconozcan a la institución para mayor proyección de sus títulos.
En abril de 2014 se pudo cumplir la primera Colación de Grados de la Universidad, evento en el que 19 egresados recibieron su diploma luego de largos esfuerzos.
Para 2015 más de 350 estudiantes llenaban las aulas de la UDC, la mayoría provenientes de la zona de Rawson y Trelew, pero incluyendo jóvenes oriundos del interior del Chubut cuyas familias quedaron en Gastre, Gan-Gan, Esquel, Trevelin y otras localidades. El cuerpo docente ya sobrepasaba los 50 profesores, y en julio de ese año se realizó la segunda Colación de Grados UDC con la entrega de diplomas a otro grupo de 19 egresados.
Igualmente en 2015, se llevaron a cabo las primeras Elecciones Generales de los representantes por cada Claustro (Estudiantes, Graduados, Docentes, Institutos y Personal Administrativo y de Apoyo) que fueron a conformar el Consejo Superior y la Honorable Asamblea Universitaria. El 28 de agosto de 2015 la Asamblea UDC eligió Rector y Vicerrector por primera vez en la vida institucional UDC.
En febrero de 2016 se realizó una nueva Asamblea, en la que el Dr. Irusta presentó su renuncia al Rectorado. En la misma sesión, la Asamblea votó para elegir a la Dra. Graciela Di Perna como Rectora de la Institución y acordó que el Bioquímico Guillermo Rennny continúe su mandato como Vicerrector.
En 2018 el diputado provincial de Cambiemos, Manuel Pagliaroni propuso eliminar esa alta casa de estudios por razones de costo.
Los rumores de cierre volvieron en 2019 cuando el entonces intendente de Comodoro Rivadavia y candidato a la gobernación por el Frente Patriótico dijo que la Universidad Nacional de la Patagonia San Juan Bosco debería ser la única que debería quedar en la provincia. Esta declaración generó el repudio de los dirigentes de Chubut Somos Todos y del Partido Justicialista de Rawson.
En 2024, la Universidad del Chubut (UDC) alcanzó un hito en su trayectoria educativa al recibir el reconocimiento nacional del 100% de su oferta académica, un logro que refuerza su compromiso con la formación profesional en la región en sus primeros quince años de actividad. La última carrera en obtener esta validación por la Secretaría de Educación de la Nación fue la Tecnicatura Universitaria en Administración de Emprendimientos Agropecuarios, que se dicta en la localidad de Gaiman. De esta manera se completa el proceso de acreditación que comenzó en enero del 2021.

## Sedes
La Universidad del Chubut tiene su Sede Administrativa en Rawson, Av. San Martín 293. El rectorado se ubica en Lewis Jones 248. El Edificio de Aulas de esta ciudad se ubica dentro del Colegio Don Bosco, en el acceso por Luis Costa 290.  Allí se aprovechan las aulas del colegio primario existente, y además se crearon espacios específicos para uso por parte de la UDC: Laboratorio de Electrónica, Gabinete de Enfermería, Bedelía y Biblioteca.
- En Puerto Madryn: se encuentra en el Centro de Encuentro de calle Leandro N. Alem 1573
- En Trelew: se dictan clases en las instalaciones del Museo Egidio Feruglio por convenio con la Fundación Feruglio. En Gaiman se encuentra otra Extensión Áulica en el Centro Arturo Roberts.
- En Esquel: existe una sede en Av. Holdich 960
- En Gaiman: dicta clases en el Centro Arturo Roberts
- En Sarmiento: de reciente incorporación, se encuentra en Gral. Roca 942

## Carreras

### Esquel
- Lic. en Enfermería
  - Tec. Univ. en Enfermería
- Tec. Univ. en Redes y Telecomunicaciones
- Tecn. Univ. en Gestión de la Inf. de Salud
- Lic. en Terapia Ocupacional

### Gaiman
- Tec. Univ. en Adm. de Emp. Agropecuarios

### Pto. Madryn
- Lic. en Administración de Áreas Naturales
  - Tec. Univ. Guardaparques
- Lic. en Enfermería
  - Tec. Univ. en Enfermería

### Rawson
- Tec. Univ. en Desarrollo de Software
- Tecn. Univ. en Gestión de la Inf. de Salud
- Lic. en Enfermería
  - Tec. Univ. en Enfermería
- Lic. en Redes y Telecomunicaciones
  - Tec. Univ. en Redes y Telecomunicaciones
- Tec. Univ. en Energías Renovables
- Lic. en Acompañamiento Terapéutico
  - Tec. Univ. en Acompañamiento Terapéutico

### Trelew
- Tec. Univ. en Paleontología

### Sarmiento
- Tec. Univ. en Acompañamiento Terapéutico

## Escuelas
Las facultades tiene su adaptación esta institución mediante Escuelas. Hasta 2022 las carreras se agrupaban en dos unidades:
- Escuela de Producción Ambiente y Desarrollo Sostenible: Enfocada  en conocer las lógicas productivas, así como los entramados entre empresas e instituciones, las innovaciones tecnológicas en la gestión de la producción, la automatización y el control de la producción y el uso de los recursos naturales de nuestro territorio.
  - Lic. en Administración de Áreas Naturales
    - Tec. Univ. Guardaparques

  - Lic. en Redes y Telecomunicaciones
    - Tec. Univ. en Redes y Telecomunicaciones

  - Tec. Univ. en Energías Renovables
  - Tec. Univ. en Administración de Emprendimientos Agropecuarios
  - Tec. Univ. en Desarrollo de Software
  - Tec. Univ. en Paleontología

- Escuela de Salud Social y Comunitaria: Abocada en el abordaje de la salud desde lo social y comunitario desarrollando estrategias de intervención orientadas al desarrollo de programas de salud, sensibles al contexto territorial, promoviendo la participación comunitaria y la estrategia de atención primaria de la salud.
  - Tecn. Univ. en Gestión de la Inf. de Salud
  - Lic. en Enfermería
    - Tec. Univ. en Enfermería

  - Lic. en Acompañamiento Terapéutico
    - Tec. Univ. en Acompañamiento Terapéutico

  - Lic. en Terapia Ocupacional